# David Quiroz
Pour les articles homonymes, voir Quiroz.
Mario David Quiroz Villón, ou simplement David Quiroz, né le 8 septembre 1982 à Guayaquil en Équateur, est un footballeur international équatorien au poste de milieu.
Il compte 32 sélections en équipe nationale depuis 2004. Il joue actuellement pour le club équatorien de l'Olmedo.

## Biographie

### Équipe nationale
David Quiroz est convoqué pour la première fois par le sélectionneur national Hernán Darío Gómez pour un match amical face au Mexique le 10 mars 2004 (défaite 2-1).
Il fait partie de l'équipe équatorienne à la Copa América 2007 au Venezuela, où il joue aucune rencontre. À la Copa América 2011 en Argentine, où il joue deux rencontres. 
Il compte 32 sélections et zéro but avec l'équipe d'Équateur depuis 2004.

## Palmarès
- Avec El Nacional :
  - Champion d'Équateur en 2005 et 2006

## Statistiques

### Statistiques en club
Le tableau ci-dessous résume les statistiques en match officiel de David Quiroz durant sa carrière de joueur professionnel.
| Saison                | Club                  | Championnat           | Championnat | Championnat | Coupe(s) nationale(s) | Coupe(s) nationale(s) | Compétition(s) continentale(s) | Compétition(s) continentale(s) | Compétition(s) continentale(s) | Équateur | Équateur | Total | Total |
| Saison                | Club                  | Division              | M.          | B.          | M.                    | B.                    | Comp.                          | M.                             | B.                             | M.       | B.       | M.    | B.    |
| 2001                  | El Nacional           | Serie A               | 4           | 0           | -                     | -                     | -                              | -                              | -                              | -        | -        | 4     | 0     |
| 2002                  | El Nacional           | Serie A               | 19          | 2           | -                     | -                     | -                              | -                              | -                              | -        | -        | 19    | 2     |
| 2003                  | El Nacional           | Serie A               | 38          | 4           | -                     | -                     | CL                             | 6                              | 0                              | -        | -        | 44    | 4     |
| 2004                  | El Nacional           | Serie A               | 32          | 1           | -                     | -                     | CL                             | 5                              | 0                              | 3        | 0        | 40    | 1     |
| 2005                  | El Nacional           | Serie A               | 46          | 10          | -                     | -                     | CS                             | 2                              | 2                              | 6        | 0        | 54    | 12    |
| 2006                  | El Nacional           | Serie A               | 36          | 10          | -                     | -                     | CL+CS                          | 6+6                            | 1+1                            | -        | -        | 48    | 12    |
| 2007                  | El Nacional           | Serie A               | 31          | 9           | -                     | -                     | CL+CS                          | 5+6                            | 0                              | 7        | 0        | 49    | 9     |
| 2008                  | Barcelona             | Serie A               | 39          | 11          | -                     | -                     | -                              | -                              | -                              | 2        | 0        | 41    | 11    |
| 2009                  | Emelec                | Serie A               | 34          | 9           | -                     | -                     | CS                             | 4                              | 0                              | 2        | 0        | 40    | 9     |
| 2010                  | Emelec                | Serie A               | 38          | 8           | -                     | -                     | CL+CS                          | 7+3                            | 1+1                            | 4        | 0        | 52    | 10    |
| 2011                  | Emelec                | Serie A               | 27          | 2           | -                     | -                     | CL+CS                          | 5+1                            | 1+0                            | 6        | 0        | 39    | 3     |
| 2012                  | LDU Quito             | Serie A               | 13          | 0           | -                     | -                     | -                              | -                              | -                              | 2        | 0        | 15    | 0     |
| 2012 - 2013           | Atlante               | Primera División      | 8           | 0           | -                     | -                     | -                              | -                              | -                              | -        | -        | 8     | 0     |
| 2013                  | Deportivo Quito       | Serie A               | 4           | 0           | -                     | -                     | -                              | -                              | -                              | -        | -        | 4     | 0     |
| 2014                  | Olmedo                | Serie A               | 8           | 0           | -                     | -                     | -                              | -                              | -                              | -        | -        | 8     | 0     |
| Total sur la carrière | Total sur la carrière | Total sur la carrière | 377         | 66          | -                     | -                     | -                              | 56                             | 7                              | 32       | 0        | 465   | 73    |